# تشخیص افتراقی
تشخیص افتراقی (به انگلیسی: Differential diagnosis) یا به اختصار DDx, DD, D/Dx، یک متد تشخیص سیستماتیک در علم پزشکی است که برای یافتن یک مورد خاص (تشخیص بیماری) وقتی چندین گزینه جایگزین محتمل دیگر وجود دارند به کار می‌رود. این واژه ممکن است در مورد هر یک از این تشخیص‌های احتمالی به کار رود. در معنی دیگر تمایز یک بیماری یا شرایط خاص از سایر بیماری‌هایی است که با ویژگی‌های بالینی مشابه ظاهر می‌شوند. روش‌های تشخیصی افتراقی توسط پزشکان برای تشخیص بیماری خاص در یک بیمار، یا حداقل برای در نظر گرفتن هر شرایطی که به‌طور قریب‌الوقوع تهدید کننده زندگی بیمار باشد، استفاده می‌شود. اغلب، هر یک از گزینه‌های یک بیماری احتمالی، تشخیص افتراقی نامیده می‌شود (به عنوان مثال، برونشیت حاد می‌تواند یک تشخیص افتراقی در ارزیابی سرفه باشد، حتی اگر تشخیص نهایی سرماخوردگی باشد). در این روش تشخیصی، نشانه‌های مشابه که ممکن است در چند بیماری یکسان باشند و جزو دایره «احتمالات بیماری» باشند را با استفاده از شواهدی مانند علائم تفکیکی، تاریخچه بیمار و دانش پزشکی کاهش دهد. تشخیص افتراقی می‌تواند به وسیلهٔ یک متخصص یا با تشخیص رایانه ای به کمک رایانه یا نرم‌افزار سیستمی صورت پذیرد.

## کلیت تشخیص
تشخیص افتراقی چهار مرحله کلی دارد که باید توسط پزشک انجام شود:
1. اطلاعات مرتبط و نشانه‌های بیمار را جمع‌آوری و یک لیست علائم ایجاد می‌شود.
2. علل احتمالی (شرایط و بیماری‌های کاندید) علائم فهرست می‌شوند. (فهرست می‌تواند به صورت کتبی یا ذهنی باشد)
3. با متعادل کردن خطرات تشخیص با احتمال، فهرست، اولویت بندی می‌شود. (این پارامترها فرضی هستند و ممکن است اتفاق نیفتاده باشند)
4. برای تعیین تشخیص واقعی آزمایش‌هایی انجام می‌گیرد. این مرحله را با عبارت محاوره ای «حذف کردن» می‌شناسند. حتی پس از انجام آزمایش، تشخیص واضح نیست. پزشک باید دوباره خطرات را در نظر می‌گیرد و ممکن است آنها را به صورت تجربی درمان کند، که اغلب به آن «بهترین حدس ممکن» می‌گویند.